# Celestinus II (motpåve)
Celestinus II, född Teobaldo Boccapecci, död 1126, var motpåve den 15 december 1124. Han hade blivit upphöjd till kardinalpräst med Sant'Anastasia som titelkyrka 1122.
Efter påven Callixtus II:s död den 14 december 1124 valdes kardinal Teobaldo dagen därpå till påve med namnet Celestinus II. Innan invigningsceremonin hann avslutas, stormade adelsmannen Roberto Frangipane in med sina soldater och förklarade Lamberto Scannabecchi (Honorius II) vald till påve. Tumult utbröt, och Celestinus, svårt sårad, drog tillbaka sina anspråk på påvestolen. Vissa kyrkohistoriker anser att Celestinus var en legitim påve eftersom valet hade skett enligt samtidens kyrkorättsliga statuter.